# 萨图比尼亚
萨图比尼亚是巴西马拉尼昂州的一个市镇。总面积605.838平方公里，总人口8316人，人口密度13.7人/平方公里。